# Sant Iscle de Vallalta
Sant Iscle de Vallalta (AFI: [ˈsant ˈisklə ðə βəˈʎaltə]) è un comune spagnolo di 944 abitanti situato nella comunità autonoma della Catalogna, in provincia di Barcellona.